# Lustmord
Brian « Lustmord » Williams est un musicien de musique électronique gallois. Il est spécialisé dans le dark ambient.
Son album Heresy a été reconnu comme étant une des sources du genre de la musique dark ambient. Les sonorités de cet album sont sombres et obscures et ont été comparées à un voyage en Enfer.

## Biographie
Il commence à enregistrer au début des années 1980 avec les musiciens du groupe australien SPK, un groupe de musique industrielle et noise. Il fera des prises de son en field recording
 
dans des cryptes, des caves et des abattoirs, et les combinera à des sonorités de rituels incantatoires ou de cors tibétains.
Brian Williams a un autre projet musical sous le nom de Terror Against Terror, en collaboration avec Andrew Lagowski. Il y produit de la musique hardtechno en utilisant des extraits sonores cinématographiques de coups de feu et d’activités militaires diverses. Ce projet musical était censé faire l'objet d'une trilogie d'albums, d'un style de plus en plus noise. L'ampleur de ce projet a eu pour conséquence de retarder grandement la sortie du premier album, qui n’avait plus grand-chose de novateur au moment de sa sortie. Les deux albums suivants n’ont jamais vu le jour.
Parmi ses nombreuses collaborations, on retiendra celles avec Robert Rich en 1995 pour l'album Stalker, avec Jarboe pour Men Album (2005) et plusieurs remixes de ses albums précédents, avec le groupe de musique rock indépendant/metal Melvins pour leur album Pigs of the Roman Empire (2004).
Il a aussi collaboré avec le groupe Tool pour la sortie d'un DVD et a remixé les morceaux Schism et Parabola tirés de l'album Lateralus, le tout sorti le 20 décembre 2005. De plus, il a participé à l’écriture de leur album 10,000 Days (2006).
Pour la première fois en 25 ans, Brian Williams s'est produit en concert, lors de la grande messe de l’Église de Satan le 6 juin 2006. Sa performance a été enregistrée et est disponible sous le titre Lustmord Rising (06.06.06).
De nos jours, il est régulièrement consulté pour l’élaboration d’équipements studio particuliers et travaille avec de nombreux créateurs hollywoodiens de bandes sonores originales.
Juggernaut en collaboration avec King Buzzo le guitariste des Melvins, est sorti en février 2007 sur le label californien Hydra Head Records. Cet album a été composé de base pour servir d'illustration sonore lors d'une exposition du dessinateur américain Chris "Coop" Cooper en aout 2004 et a été retravaillé pour les besoins de sa sortie CD.
En 2008, son album [OTHER] est sorti sur Hydra Head Records. Y participent à la guitare Buzz Osborne (Melvins), Aaron Turner (Isis) et Adam Jones (Tool) qui signe également l'artwork. Ont suivi, en 2009, deux albums de remixes des titres de l'album sus cité.
De 2009 à 2012, Brian Williams travaille sur The Word As Power, qui sort en 2013, qui est l'un de ses albums les plus remarqués,,. Cet album met en avant la voix humaine, avec la contribution de cinq chanteurs: Maynard James Keenan (Tool), Jarboe (The Swans), Soriah, et Aina Skinnes Olsen.
En 2019, Williams collabore avec le pianiste français Nicolas Horvath. Intitulée The Fall, leur collaboration est une déconstruction de la pièce pour piano November de Dennis Johnson, l'une des premières œuvres de musique minimaliste, composée en 1959,,.
En 2021, sur son album Alter, Williams collabore avec la chanteuse suédoise Karin Park.

## Discographie
| - 1981 : Lustmørd - 1983 : Lustmordekay - 1984 : Paradise Disowned - 1990 : Heresy - 1991 : A Document Of Early Acoustic & Tactical Experimentation - 1992 : The Monstrous Soul - 1993 : Crash Injury Trauma (Isolrubin BK) - 1994 : The Place Where The Black Stars Hang - 1994 : Trans Plutonian Transmissions (Arecibo) - 1995 : Stalker (Avec Robert Rich) - 1996 : Strange Attractor / Black Star - 1997 : Lustmord vs. Metal Beast (Avec Shad T. Scott) - 2000 : Purifying Fire - 2001 : Metavoid (Nextera) - 2002 : Law Of The Battle Of Conquest (Remixes par Hecate) - 2002 : Zoetrope - 2004 : Carbon/Core - 2004 : Pigs of the Roman Empire (Avec les Melvins) - 2006 : Rising (album live) | - 2007 : Juggernaut (Avec King Buzzo) - 2008 : [ O T H E R ] (Avec King Buzzo, Aaron Turner et Adam Jones) - 2008 : D is for Dubby - 2009 : The Dark Places Of The Earth (remix ambient de titres de l'album [ O T H E R ]) - 2009 : [ B E Y O N D ] (remix ambient de titres de l'album [ O T H E R ]) - 2009 : [ O T H E R D U B ] (remix dub de l'album [ O T H E R ]) - 2009 : [ T R A N S M U T E D ] (remix de l'album [ O T H E R ], avec la participation de Justin Broadrick) - 2010 : Heretic (premières versions and mixes alternatifs de l'album “Heresy" par Lusmord) - 2011 : Songs Of Gods And Demons - 2013 : The Word As Power - 2013 : Krakow (album live) - 2013 : Things That Were - 2014 : Stockholm (album live) - 2016 : Dark Matter - 2017 : Maschinenfest (album live) - 2017 : Hobart (album live) - 2024 : Much Unseen Is Also Here |